# Metaplast
Metaplast Buzău este o companie producătoare de mase plastice din România.
Compania este specializată în producția de plăci, folii, tuburi și profile din plastic.
Metaplast Buzău fabrică produse destinate, în proporție de 85 la sută, construcțiilor civile și industriale, precum produse prelucrate din PVC și panouri termoizolante.
Acționarul majoritar al este societatea bistrițeană Topaz-Crumerum, cu 69,4% din acțiuni.
Cifra de afaceri:
- 2010: 5 milioane euro [3]
- 2009: 1 milion de euro [3]
- 2003: 1,5 milioane euro[1]